# Kim Min-jong
Kim Min-jong, né le 1er septembre 2000 à Séoul, est un judoka sud-coréen.
Il a participé à l'épreuve par équipes mixte aux championnats du monde 2018, et a remporté une médaille.
En 2021, il a participé au +100 kg masculin lors des championnats du monde 2021 qui s'est déroulé à Doha, au Qatar.
En 2024, aux Jeux olympiques de Paris il reçoit la médaille d’argent, battu en finale par le français Teddy Riner.

## Palmarès

### Compétitions internationales
| Année | Compétition           | Lieu      | Résultat | Catégorie         |
| ----- | --------------------- | --------- | -------- | ----------------- |
| 2019  | Championnats d'Asie   | Fujaïrah  | 3e       | Plus de 100 kg    |
| 2019  | Championnats du monde | Tokyo     | 3e       | Plus de 100 kg    |
| 2021  | Championnats d'Asie   | Bichkek   | 2e       | Plus de 100 kg    |
| 2022  | Championnats du monde | Tachkent  | 3e       | Plus de 100 kg    |
| 2023  | Jeux asiatiques       | Hangzhou  | 3e       | Plus de 100 kg    |
| 2024  | Championnats d'Asie   | Hong Kong | 2e       | Plus de 100 kg    |
| 2024  | Championnats du monde | Abou Dabi | 1er      | Plus de 100 kg    |
| 2024  | Jeux olympiques       | Paris     | 2e       | Plus de 100 kg    |
| 2024  | Jeux olympiques       | Paris     | 3e       | Par équipes mixte |